# Weimarska republika
Weimarska republika je neuradno ime za republiko Nemčijo, ki je nastala po 1. svetovni vojni. 9. novembra 1918 so jo v Berlinu razglasili pod vodstvom zmernega socialista Friedricha Eberta. Voljena narodna skupščina se je sestala januarja 1919 v turinšskem mestu Weimar in se sporazumela o ustavi. Eberta so izvolili za prvega predsednika (1919-1925), nasledil pa ga je Paul von Hindenburg (1925-1934).
Nova republika se je morala takoj po vojni soočiti z versajskim sporazumom, po katerem je izgubila veliko celinskega ozemlja in vse kolonije, poleg tega pa so ji naložili plačilo velikanskih reparacij zmagovalkam v 1. svetovni vojni. Ta določila so izzvala kratek desničarski upor - Kappov puč. Republika ni zmogla plačati dolgov, zato je začela vrednost marke padati. Leta 1923 sta Francija in Belgija zasedli Porurje, med tem pa so na Bavarskem desničarski skrajneži neuspešno poskušali obnoviti monarhijo. Pri tem sta sodelovala Adolf Hitler in Erich Ludendorff. Gustavu Stresemanu je uspelo obnoviti zaupanje in prepričati ZDA, da so prevzele vlogo posrednika. Dawesov načrt je uredil plačevanje reparacij in Francija se je umaknila iz Porurja. Temu je leta 1929 sledil Youngov načrt. Nezadovoljeni finančni in industrijski krogi v Nemški ljudski stranki so se s Hitlerjevo nacistično stranko povezali v močno opozicijo. Z naraščujočo brezposelnostjo se je krepila podpora tej zvezi, ki je veljala za edino alternativo komunizmu.
Na predsedniških volitvah leta 1932 si je Hitler z izkoriščanjem protikomunističnih strahov in antisemitskih predsodkov pridobil približno trinajst milijonov glasov, vendar so kljub temu ponovno izvolili Hindenburga. Leta 1933 so mu svetovali, naj Hitlerja imenuje za kanclerja. Kmalu po požigu Reichstaga je Hitler razglasil izredno stanje. Po smrti Hindenburga leta 1934, ta je bil namreč še edini, ki je Hitlerju omejeval absolutno oblast, je Hitler prevzel popolno oblast in razglasil Tretji rajh.

## Konstitutivne države
Pred prvo svetovno vojno so bile konstitutivne države Nemškega cesarstva 22 manjših monarhij, tri republikanske mestne države in cesarsko ozemlje Alzacija–Lorena. Po ozemeljskih izgubah Versajskega sporazuma in nemške revolucije 1918–1919 so preostale države ostale kot republike. Nekdanje ernestinske vojvodine so bile še nekaj časa kot republike, preden so se leta 1920 združile v državo Turingijo, razen Saško-Coburga, ki je postal del Bavarske.
Te države so bile pod nacističnim režimom postopoma odpravljene s procesom Gleichschaltung, pri čemer jih je dejansko nadomestil Gaue. Vendar sta bili de jure dve pomembni spremembi. Konec leta 1933 je bil Mecklenburg-Strelitz združen z Mecklenburg-Schwerinom v združeni Mecklenburg. Drugič, aprila 1937 je bila mestna država Lübeck uradno vključena v Prusijo z Velikim Hamburškim aktom, očitno motiviran s Hitlerjevo osebno nenaklonjenostjo mestu. Večino preostalih držav so zavezniki uradno razpustili ob koncu druge svetovne vojne in jih nazadnje reorganizirali v sodobne nemške države.
Države, ki so sestavljale Weimasko republiko:
državeAnhalt, Baden, Bavarska, Braunschweig, Hessen, Lippe, Mecklenburg-Schwerin, Mecklenburg-Strelitz, Oldenburg, Prusija, Saška, Schaumburg-Lippe, Turingija, (iz 1920) Waldeck (do 1929) Württemberg
mestne državeBremen, Hamburg, Lübeck
do leta 1920Altenburg, Coburg, Gotha, Meiningen, Weimar-Eisenach, Reuss, Rudolstadt, Sondershausen
neprepoznana separatistična gibanjaBavarska sovjetska republika, Bremenska sovjetska republika, Bottleneck, Ljudska republika Bavarska, Renska republika, Würzburša sovjetska republika